# عرض الجمري (بعدان)

تعديل مصدري - تعديل

عرض الجمري محلة تابعة لقرية هوي، التابعة لعزلة المنار بمديرية بعدان إحدى مديريات محافظة إب في الجمهورية اليمنية، بلغ تعداد سكانها 35 حسب تعداد اليمن لعام 2004.